# Ремпутьмаш
Холдинг «Ремпутьмаш» — группа компаний объединяющая 7 заводов и 9 ремонтно-сервисных центров, специализирующихся на выпуске и ремонте машин для обслуживания железнодорожных путей.

## История
В 1995 году по решению Министерства путей сообщения (МПС) был выкуплен обанкротившийся Товарковский завод, он вошёл в качестве филиала в состав Калужского завода ПРМЗ. Производство удалось возродить.
В 1997 году указанием МПС Калужский путевой ремонтно-механический завод преобразовывается в Государственное унитарное предприятие «Калужский завод „Ремпутьмаш“» и становится головным заводом объединения десяти ремонтно-механических заводов, занимающихся созданием и ремонтом путевой техники и её комплектующих.
В 2001 году МПС выкуплен обанкротившийся Людиновский машиностроительный завод, вошедший в состав ГУП «Калужский завод „Ремпутьмаш“». Завод был реконструирован и возобновил работу.
В 2003 году ГУП «Калужский завод „Ремпутьмаш“» преобразован в филиал компании ОАО «Российские железные дороги». В мае филиал реорганизован в дочернее общество ОАО «РЖД».
В 2005 году создано путём учреждения вновь открытое акционерное общество «Калужский завод „Ремпутьмаш“». Доля акций в уставном капитале общества, принадлежащих ОАО «РЖД», составила 100 % минус одна акция.
В 2006 году Калужский завод стал управляющей компанией в сформированной группе компаний «Ремпутьмаш» из 9 предприятий.
В 2011 году правительством РФ была одобрена передача акций 6 заводов группы «Ремпутьмаш», принадлежащих ОАО «РЖД», головной компании РПМ. В рамках сделки ОАО «Калужский завод РПМ» должен получить 100 % минус 1 акция ОАО «Абдуллинский завод РПМ», ОАО «Верещагинский завод РПМ», ОАО «Оренбургский путеремонтный завод РПМ», ОАО «Пермский мотовозоремонтный завод РПМ», ОАО «Свердловский путевой ремонтно-механический завод РПМ» и ОАО «Ярославский вагоноремонтный завод РПМ».
В 2012 году «Ремпутьмаш» стал холдингом. В 2018 году вошел в состав холдинга "Синара - Транспортные Машины".

## Состав
- Калужский завод «Ремпутьмаш»;
- Абдулинский завод «Ремпутьмаш по ремонту путевых машин и производству запасных частей»;
- Верещагинский завод «Ремпутьмаш по ремонту путевых машин и производству запасных частей»;
- Оренбургский путеремонтный завод «Ремпутьмаш»;
- Свердловский путевой ремонтно-механический завод «Ремпутьмаш»;
- Ярославский вагоноремонтный завод «Ремпутьмаш»;
- Людиновский филиал Калужского завода «Ремпутьмаш»;

## Продукция

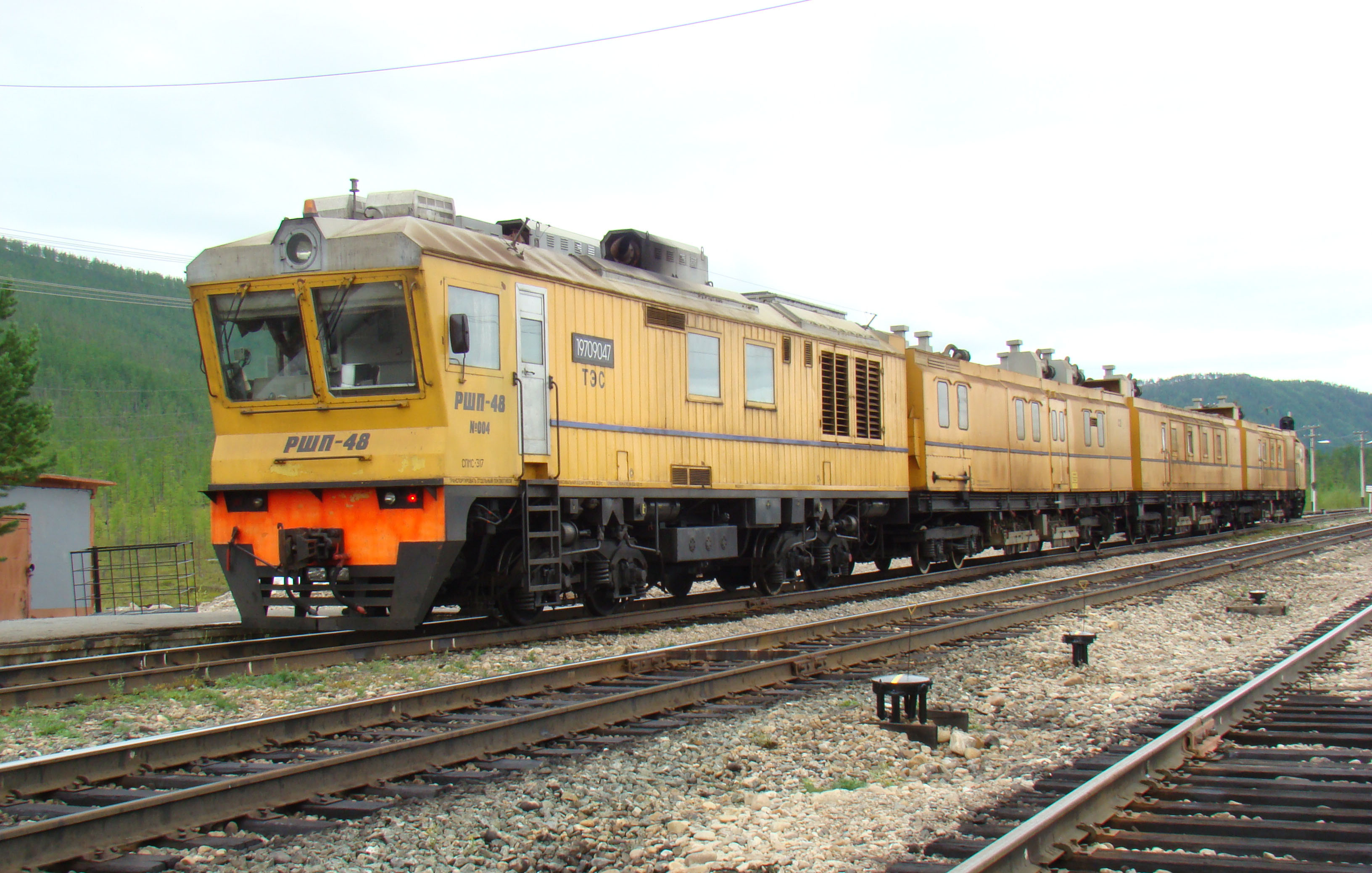
Рельсошлифовальный поезд РШП-48 — совместного производства Калужского Ремпутьмаш и «Спено»

- Путевые машины
- Модернизация и ремонт
- Запасные части и комплектующие